# جيف بيرلنغيم
جيف بيرلينغيم (بالإنجليزية: Jeff Burlingame) (من مواليد 14 يونيو 1971)، هو كاتب أمريكي ألّف عدة كتب، من بينها سير ذاتية لموسيقيين مثل جون لينون وكيرت كوبين. كما كتب سيرًا ذاتية لشخصيات أخرى من بينها جورج فارنيل، وهو شخصية بارزة من ولاية واشنطن التي وُلد فيها. ويُعرف أيضًا بتناوله النقدي للمآسي التاريخية والإنسانية، مثل معاناة "فتيان السودان الضائعين" ومأساة ركاب وطاقم سفينة تايتانيك.
حازت كتبه على تكريم من مكتبة نيويورك العامة والجمعية الوطنية للنهوض بالملونين (NAACP)، التي منحته في عام 2012 أرفع جوائزها الأدبية خلال حفل متلفز أقيم في هوليوود، كاليفورنيا. وفي العام السابق، رُشحت سيرته الذاتية عن مالكوم إكس لجائزة "إيميج" (Image Award).